# Louis Babatz
Louis Babatz, né le 14 janvier 2006 à Wiesbaden, est un footballeur allemand qui joue au poste de gardien de but au FSV Mayence.

## Biographie

### Carrière en club
Né à Wiesbaden en Allemagne, Louis Babatz a commencé à jouer au SV 07 Kriftel, avant de rejoindre en 2016 le FSV Mayence, où il remporte le championnat d'Allemagne des moins de 19 ans en 2023,.

### Carrière en sélection
En novembre 2023, Louis Babatz est convoqué avec l'équipe  d'Allemagne des moins de 17 ans pour participer à la Coupe du monde des moins de 17 ans qui a lieu en Indonésie,.
L'Allemagne atteint la finale de la compétition après sa victoire aux tirs au but face à l'Argentine, à l'issue d'un match nul (3-3),. L'Allemagne gagne ensuite le titre le 2 décembre 2023, en battant la France, encore sur une séance de tirs au but, après un match nul (2-2).

## Palmarès
Allemagne -17 ans
- Coupe du monde
  - Vainqueur en 2023